# Megingoz von Geldern
Megingoz von Geldern (* um 920; † 997 in Geldern) war mit seiner Ehefrau Gerberga Gründer des St.-Adelheidis-Stifts in Bonn-Vilich und Vater der ersten Äbtissin des Stifts, der heiligen Adelheid von Vilich.

## Leben
Über Megingoz' Geburt und Jugend ist nichts bekannt, er scheint aber aus dem niederrheinischen Geldern zu stammen, wo seine Familie große Güter besaß – ebenso wie in der Nähe von Bonn. Zwar wird Megingoz in der um 1057 erstellten Heiligen-Vita seiner Tochter Adelheid und einer vermutlich von den Vilicher Nonnen verfälschten Papsturkunde von 996 als comes (Graf) bezeichnet, doch hat er den Grafentitel tatsächlich wohl nicht geführt. Königsdiplome führen ihn als nobilis vir, d. h. Megingoz stammte aus einem edelfreien Hause. 
Als Vasall Heinrichs und Gegner der deutschen Herrschaft in Lotharingien ergriff Megingoz im Streit gegen König Otto I. beim zweiten Aufstand 941 die Partei Heinrichs und kämpfte auf dessen Seite. Möglicherweise war er auch bereits beim ersten Aufstand im Jahre 939 dabei. Nach der Niederschlagung musste er fliehen, um sich vor der Todesstrafe zu retten, verlor aber sämtliche Besitzungen. Nachdem Heinrich von seinem Bruder Otto wieder in Ehren aufgenommen worden war, erhielt auch Megingoz auf Heinrichs Bitten sein Eigengut mit Urkunde vom 18. Juli 944 durch Otto I. zurück.
Megingoz ehelichte die aus höchstem Hause stammende Gerberga, Tochter des lothringischen Pfalzgrafen Gottfried und Enkelin des westfränkischen Königs Karl III. (des Einfältigen). Zudem war sie eine Nichte des Kölner Erzbischofs Wichfried. Aus der Ehe gingen fünf Kinder hervor:
- Gottfried (* spätestens 960; † 976/977 in Böhmen)
- Irmintrud
- Alvera
- Bertrada († vor 1002 in Köln), Äbtissin des Kölner Klosters St. Maria im Kapitol
- Adelheid (* nach 965 und vor 970 in Geldern; † vmtl. 1015 in Köln), Äbtissin des Stifts Vilich

Im Jahre 976 oder 977 fiel Gottfried, der einzige Sohn und Erbe, im Kampf gegen die Böhmen. Zu seinem Andenken gründete Megingoz mit seiner Frau Gerberga 978 auf ihrem Grund und Boden in Vilich ein Frauenstift neben einer bereits seit dem 8. oder 9. Jahrhundert befindlichen kleinen Kirche, die wohl schon zuvor als Friedhofskapelle genutzt worden war. 987 wurde aus dem Kloster ein Reichsstift mit besonderen Privilegien. Da die Tochter Bertrada bereits Äbtissin des Kölner Klosters Maria im Kapitol war, setzten die Eltern ihre jüngste Tochter Adelheid als Leitung des Stifts ein, dessen erste Äbtissin sie wurde und das sie später, nach dem Tod der Eltern, in ein Kloster umwandelte. Nach der Stiftsgründung zog sich Megingoz für den Rest seines Lebens nach Geldern zurück. Als er starb, wurden seine Gebeine in das Stift Vilich überführt.